# فرنسيسكو توماس رودريغيز مونتيرو
فرنسيسكو توماس رودريغيز مونتيرو (بالإسبانية: Francisco Tomás Rodríguez Montero)‏ هو سياسي مكسيكي، ولد في 5 نوفمبر 1943 في المكسيك. حزبياً، نشط في حزب الثورة الديمقراطية. وقد انتخب عضو مجلس النواب المكسيك.